# Трамвай на Сихів

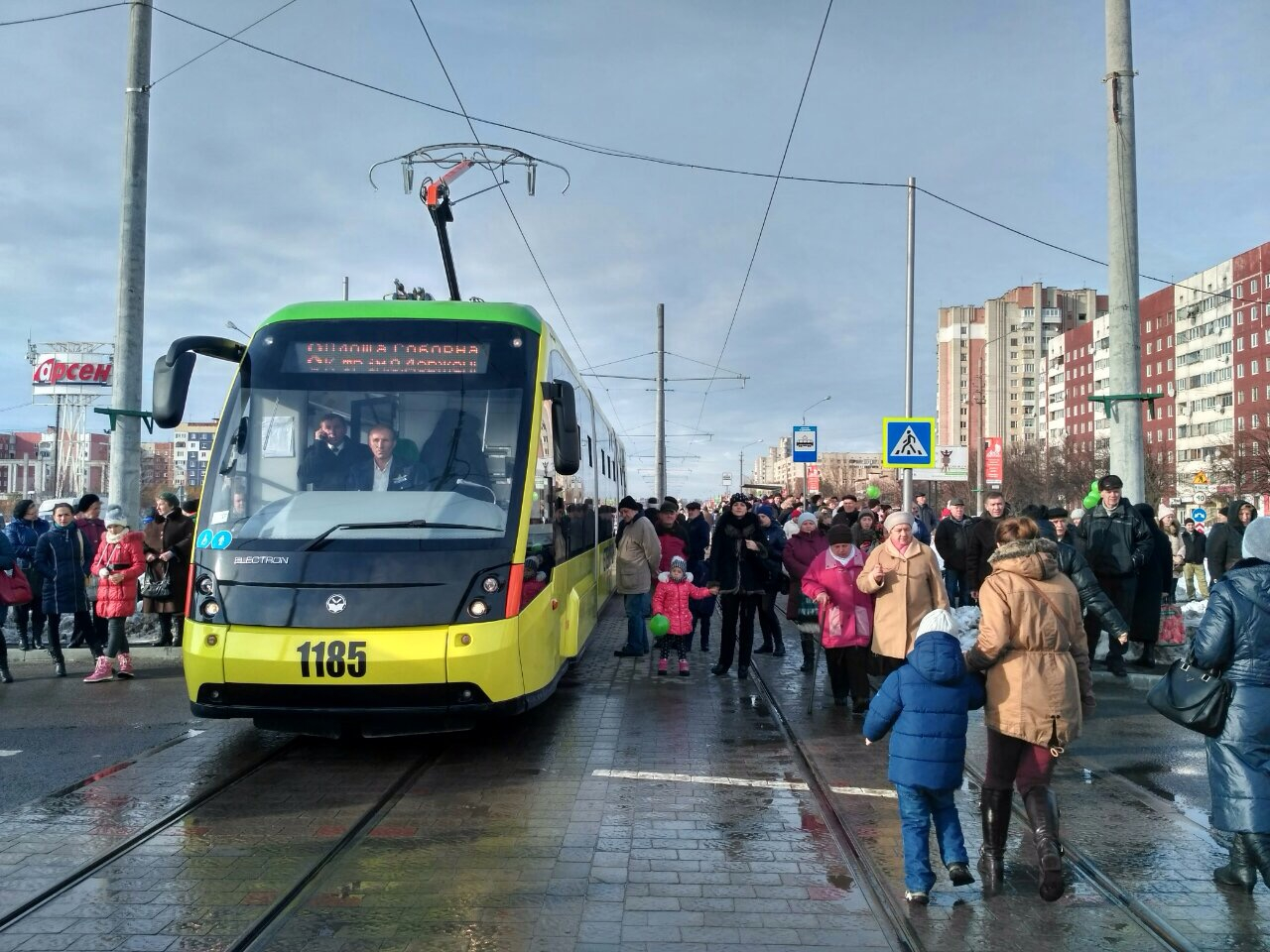
Трамвай Електрон T3L44 на Сихові перед офіційним запуском лінії.

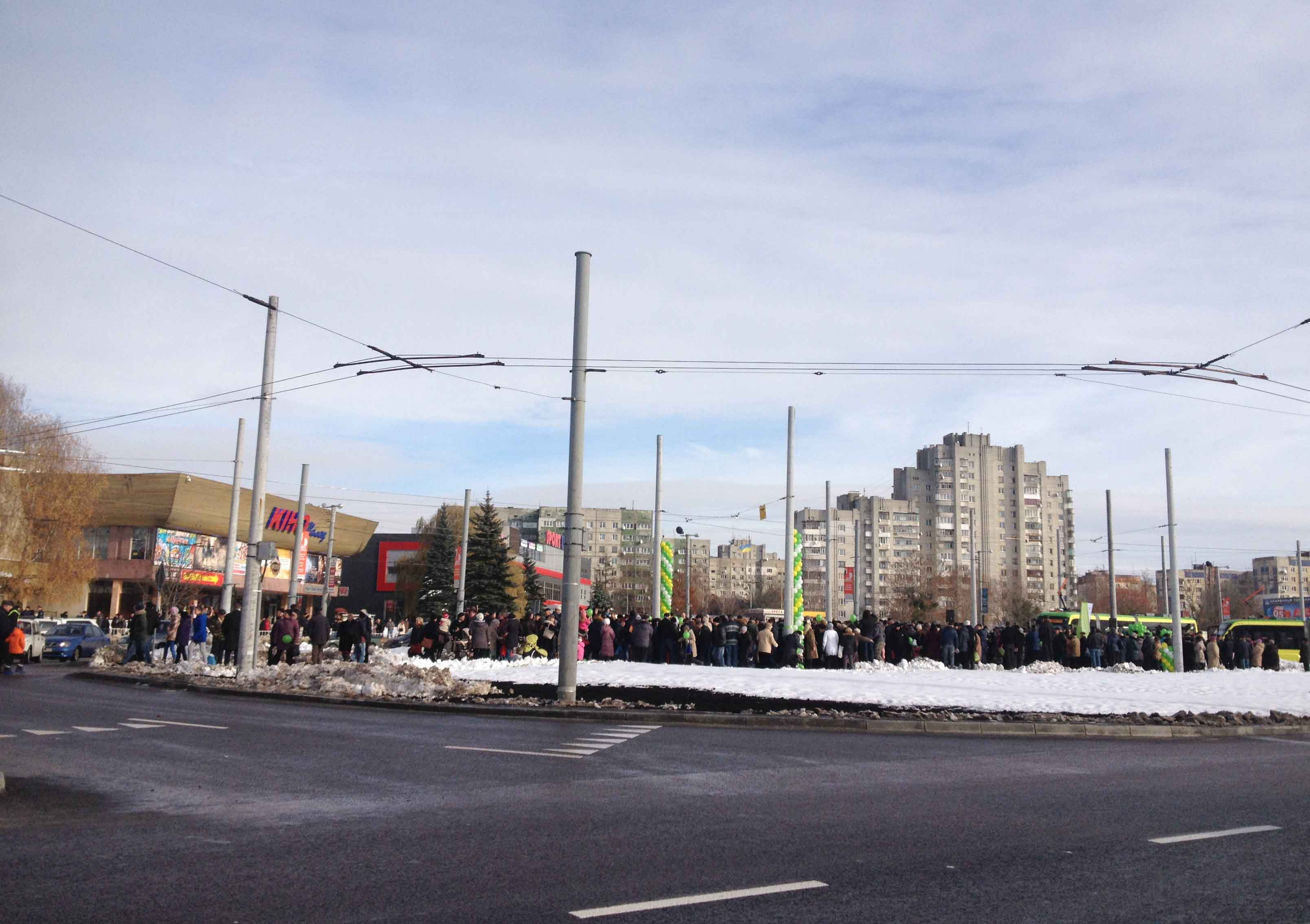
Церемонія відкриття трамвайної лінії на Сихів.

«Трамвай на Сихів» — трамвайна лінія, що сполучає трамвайну мережу Львова із житловим масивом Сихів. Збудована протягом 2014—2016 років, офіційне відкриття і запуск лінії відбулися 17 листопада 2016 року. Лінія сполучає район двома трамвайними маршрутами із центром та Головним залізничним вокзалом.
Сихів є найбільшим житловим масивом Львова з населенням понад 100 тисяч осіб. Реалізацію проєкту прокладання трамвайної лінії на Сихів розпочато у 2008 році із планованим завершенням 2011 року (до початку чемпіонату Європи з футболу), однак через брак коштів заморожено. У липні 2014 року почалося будівництво трамвайної лінії від ринку Санта-Барбари (кінець проспекту Червоної Калини) до вулиці Стуса.
Колія проходить вулицею Стуса та проспектом Червоної Калини. Крім того існують також плани прокладення гілки вулицею Вернадського від вулиці Княгині Ольги. Лінія має 14 зупинок в напрямку із Сихова до центру Львова і 15 — у протилежний бік.
Інтервал руху маршруту № 8 складає 5—6 хв, і спочатку на маршруті курсувало 10 трамваїв. Перевізна здатність нової лінії оцінювалася до 8 тисяч пасажирів на годину. Пасажиромісткість у години пік для двох трамвайних маршрутів становить понад 3500 місць (залежить від кількості та типу вагонів). Очікувалося, що трамваєм на Сихів щодня користуватимуться 48 тисяч осіб..
За інформацією ЛКП «Львівелектротранс», за 6 років пасажиропотік на цій лінії склав 54,5 млн пасажирів. Зокрема, маршрутами №4 та №8 скористалося 18,8 млн платних пасажирів і 36,7 млн пасажирів з правом безоплатного проїзду.
За підсумками 2024 року трамвайними маршрутами №4 та №8 скористалося 7 365 667 пасажирів (7 мільйонів 365 тисяч 667) всіх категорій, що становить близько 20 тисяч на добу (без розподілу на будні та вихідні).

## Передумови
Сихів, найбільший спальний район Львова, почав забудовуватися відповідно до Генерального плану Львова 1966 року, який для забезпечення транспортного сполучення з центром міста пропонував будівництво шляхопроводу над залізницею на проспекті Червоної Калини (тоді вулиці Криворізькій) і прокладання через нього трамвайної лінії. План забудови території району від 1978 року також передбачав будівництво трамвая. З початком заселення Сихова у 1980-х роках для його потреб вистачало автобусного сполучення. Але коли в 1990-х населення збільшувалося, пасажиропропускної здатності автобусів стало замало, однак через фінансову кризу в міському бюджеті не було необхідних коштів для будівництва трамвайної лінії.
Для покращення транспортного сполучення району в 1997 році від тролейбусної лінії по вулиці Зеленій зроблено відгалуження до кінотеатру імені Довженка на Сихові. 23 серпня того року на лінії відкрито рух до площі Петрушевича за маршрутом № 24 , який отримав номер на честь Дня Незалежності України. Однак це не вирішило транспортної проблеми району, бо пасажиромісткість тролейбусів, як і автобусів, становить 3—4 тисячі осіб за годину, тоді як трамвая — 12 тисяч; більше того, лінія з'єднала Сихів з центром не напряму, а через вулицю Зелену. З іншого боку, тролейбуси їздили лише вулицею Сихівською, не охоплюючи більшу частину житлового масиву, тому у 2011 році лінію продовжено до кінця проспекту Червоної Калини.

## Проєкт

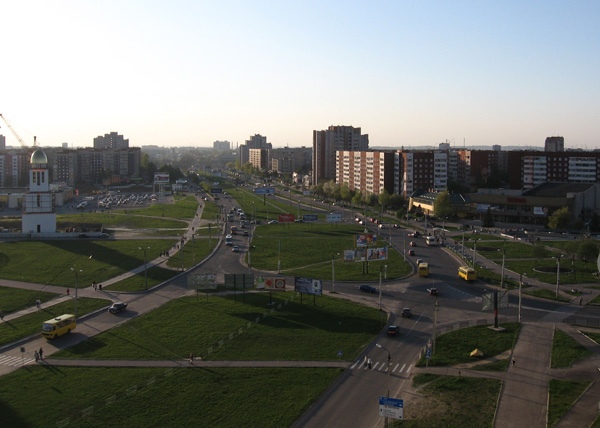
Проспект Червоної Калини до початку прокладання трамвайної лінії.

Вперше проєкт трамвайної лінії на Сихів розроблено в рамках будівництва у Львові швидкісного частково підземного трамвая. Вона мала проходити проспектом Червоної Калини і вулицею Стуса, де на перетині зі Снопківською та Івана Франка планувалося збудувати південний портал першого радіуса підземного трамвая. Тунель мав проходити під центром міста, де планувалось дві зупинки на підземних станціях, і виходити назовні в районі Підзамче. В районі площі Соборної (тоді Возз'єднання) лінія перетиналася б із другим підземним радіусом і мала б станцію пересадки.
Сучасний проєкт трамвайної лінії на Сихів розроблено у 2007 році, коли на це з міського бюджету виділено 300 тисяч гривень. Вона пройде від кінцевої зупинки трамвайного маршруту № 4 «Вулиця Мушака» на перехресті вулиць Свєнціцького і Снопківської по вулиці Стуса та проспекту Червоної Калини. Планувалося, що лінію завдовжки 11,5 км у двоколійному вимірі буде збудовано у три етапи. Перший етап — від вулиці Свєнціцького до вулиці Угорської з тимчасовим розворотним кільцем, другий — від Угорської до Чукаріна, третій — від Чукаріна до кінця проспекту Червоної Калини. Реалізація проєкту планувалася протягом 2008—2011 років.
Згодом оголошено, що в рамках підготовки Львова до проведення в місті матчів Євро-2012, до нового стадіону на вулиці Стрийській/Кільцевій дорозі також буде прокладена трамвайна лінія: вона мала стати продовженням лінії маршрутів № 3 та 5 по вулиці Княгині Ольги і пройти проспектом Вернадського, спорудження якого планувалося від вулиці Княгині Ольги через Стрийську на Сихів. Оголошено, що за таким маршрутом пройде і трамвайна лінія, а на Сихові вона буде сполучена з лінією по Стуса — Червоної Калини.
У 2008 році в конкурсі на концепцію забудови Сихова переміг проєкт грецьких архітекторів, який передбачає прокладання лінії на ділянці проспекту Червоної Калини під землею. Однак, через брак коштів, реалізація цих планів є надзвичайно примарною.

## Будівництво

### Перший етап (2008)

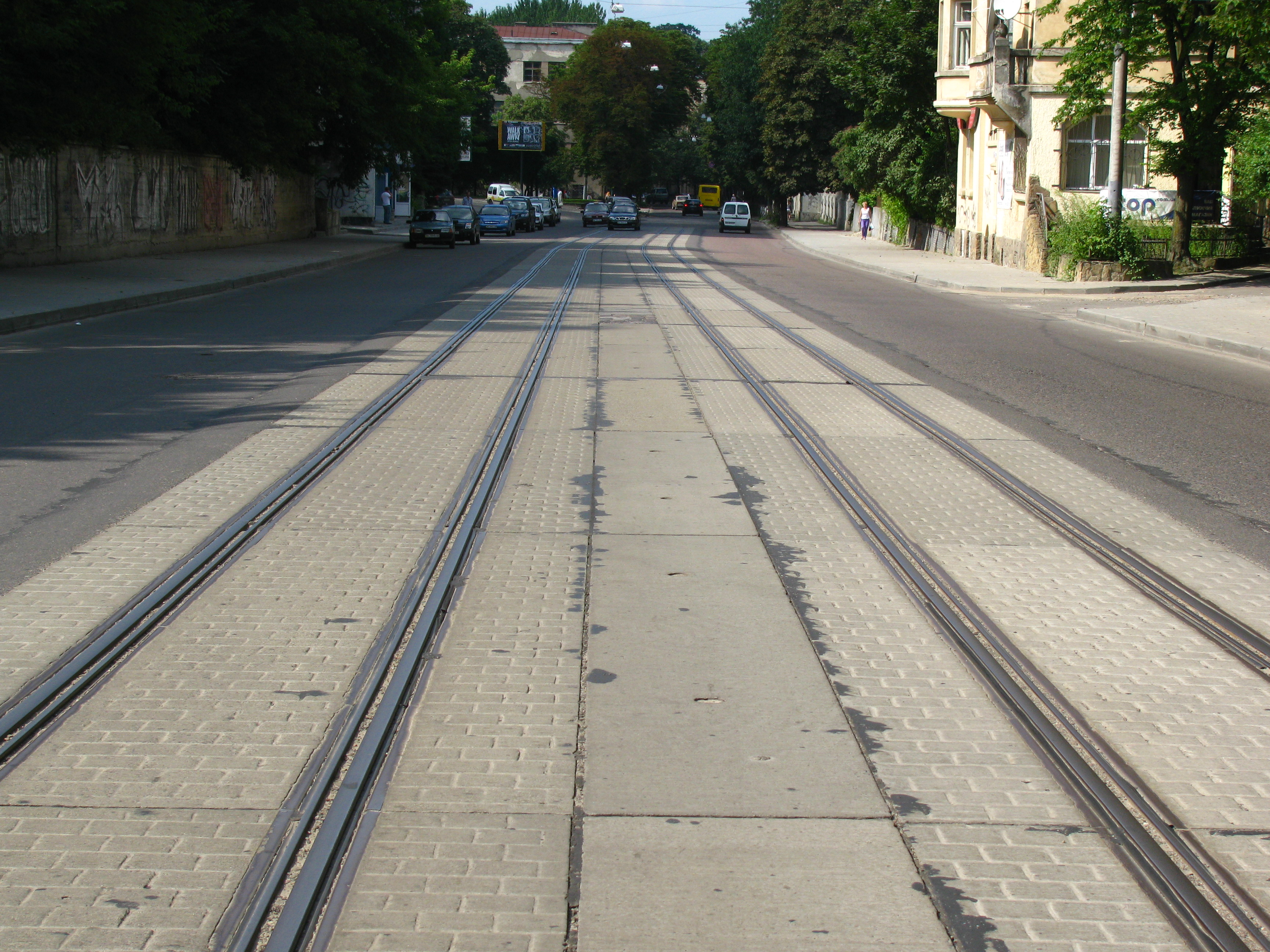
Колія, прокладена у 2008 році

Реалізація проєкту будівництва трамвайної колії розпочалася у 2008 році. 30 січня голова Сихівської райадміністрації Іван Лозинський повідомив, що з фонду бюджету розвитку 2008 року виділено кошти на запуск трамвая від вулиці Стуса до вулиці Навроцького (близько 1 км в один бік), а будівництво розпочнеться у травні. У липні цього ж року повідомлено, що тендер виграла ТзОВ «Західна інженерна компанія». 1 серпня планувалося почати будівництво, у зв'язку з чим припинено рух тролейбусного маршруту № 1, який проходить вулицею Стуса. Однак будівництво не розпочалося через те, що знайдено комунікації, яких не передбачав проєкт. 12 серпня рух тролейбусів відновлено.
27 серпня на ділянці від вулиці Свєнціцького до Дібровної закрито рух і демонтовано тролейбусну контактну мережу. Спочатку планувалося, що на першому етапі буде прокладено 320 м (до вулиці Угорської) в одноколійному вимірі, однак перекладання невідомих проєктові комунікацій зробило будівництво коштовнішим, через що перший етап скорочено до 180 м (до вулиці Дібровної). Наприкінці грудня ці роботи завершено. Їхня вартість становила 12,2 мільйонів гривень.
У 2009—2011 роках роботи з прокладання лінії не проводилися через нестачу коштів. Влітку 2010 року міський голова Андрій Садовий повідомив, що будівництво буде розпочато лише тоді, коли буде повне фінансування. Він відзначив, що йдуть перемовини з німецьким урядовим банком KfW та ЄБРР щодо фінансування проєкту, після отримання якого будівництво триватиме два роки. Восени 2011 року оголошено, що проєкт спільно фінансуватимуть Міністерство довкілля Німеччини (5 мільйонів євро у вигляді гранту), Європейський банк реконструкції та розвитку (6 мільйонів євро у вигляді кредиту під 5,5 % річних) і Львівська міська рада (6,2 мільйонів євро з міського бюджету). 24 травня 2012 року депутати схвалили отримання кредиту в розмірі 6 мільйонів євро і гранту в розмірі 5 мільйонів. 5 червня 2013 року Кабінет Міністрів України схвалив рішення про погодження обсягу та умови надання місцевої гарантії Львівській міській раді для реалізації проєкту будівництва, як того вимагає процедура отримання кредиту ЄБРР.

### Другий етап (2014—2017)
14 липня 2014 року ще раз почалось будівництво — цього разу з боку Сихова. Тендер виграла ТзОВ «Онур Конструкціон Інтернешнл». У березні 2015 почалося будівництво відрізку «вулиця Стуса — стадіон "Україна"», яке завершено в серпні 2016. Восени 2016 добудувано відрізок на підйомі між вулицею Угорською та стадіоном «Україна». Останнім в листопаді 2016 року завершено відрізок, що перетинає вулицю Угорську, таким чином сполучивши сихівський відрізок із міською мережею. 10 листопада 2016 року відбувся пробний запуск трамвая.
17 листопада 2016 року відбулося офіційне відкриття трамвая на Сихів. У відкритті лінії взяли участь, зокрема, директор представництва ЄБРР в Україні Шевкі Аджунер та представник уряду Німеччини Юрґен Кайнгорст.
Відкриття відрізку Кінотеатр ім. Довженка — вулиця Вернадського (у народі "Санта-Барбара") перенесено через тривалі переговори щодо долі ринку «Санта Барбара», на місці якого заплановано будувати колію, а позаду — розворотне кільце і диспетчерський пункт. Питання узгоджено лише влітку 2016 року. 15 квітня 2017 цей відрізок таки відкрили. На оновленому маршруті трамваю № 8 — від пл. Соборної до вулиці Вернадського працює від 10 до 14 трамваїв. Інтервал руху від 3 до 20 хвилин. На час реконструкції вулиці Личаківської та перехрестя з вул. Мечникова, з квітня по жовтень 2017 року трамвайний маршрут № 2 курсував з вул. Коновальця через площу Ринок на Сихів до кінцевої "Вернадського".
Загальна кінцева вартість будівельних робіт склала — 30,5 млн євро, при початково оціненій вартості у 17,7 млн євро, і згодом збільшеній до 28 млн євро. Більшість коштів складає кредитування ЄБРР, яке повертається з коштів міського бюджету протягом 10 років. Рухомий склад обійшовся у ще 6,9 млн євро кредитних коштів ЄБРР (інший проект з ЛЕТ), і додатково з державного бюджету виділено субвенцію у розмірі 41,714 млн грн на придбання нових трамвайних вагонів вітчизняного виробництва. За ці кошти тоді придбали сім трисекційних вагонів Електрон T3L44, які отримали бортові номери 1181-1187. 

## Критика

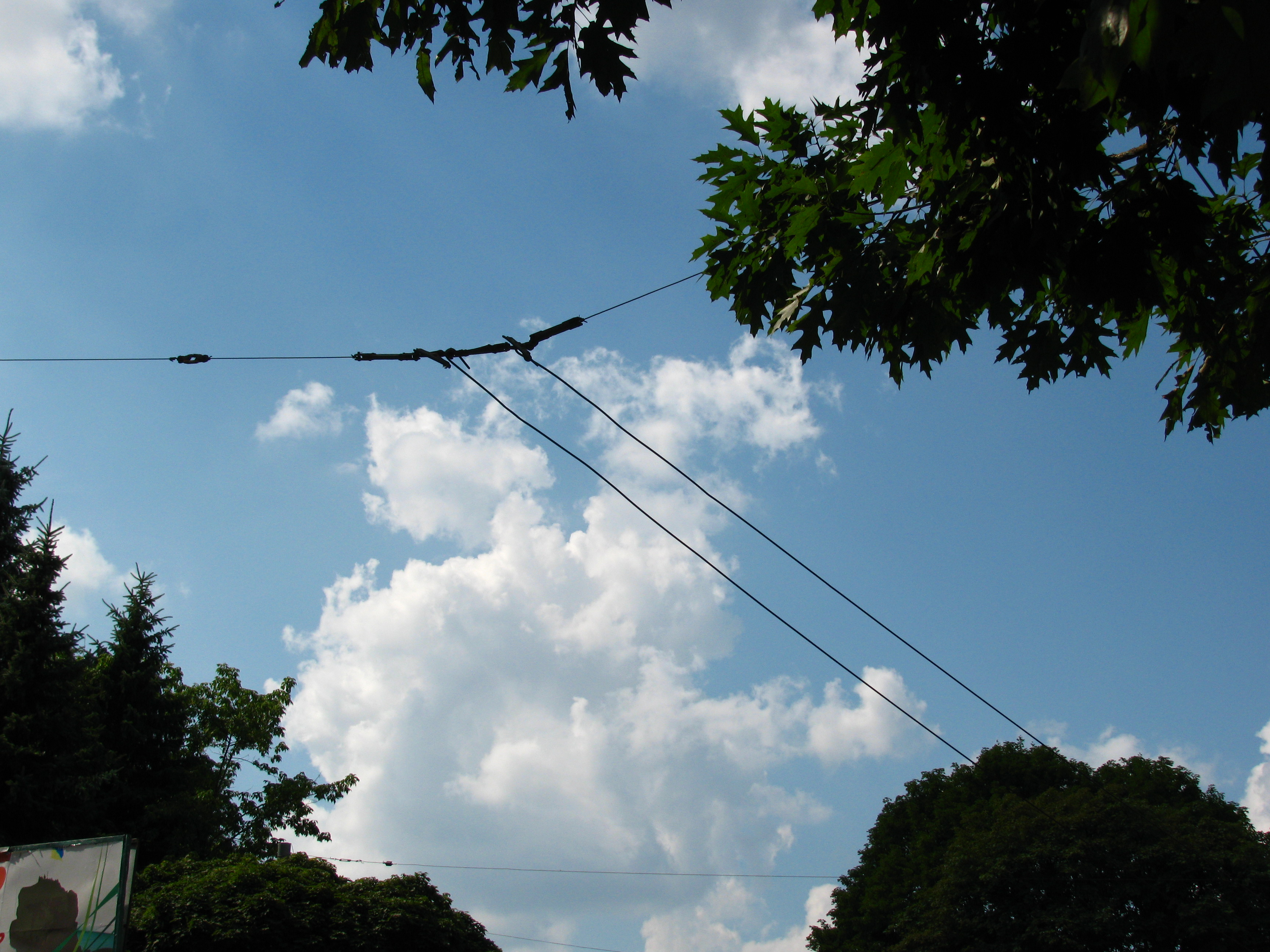
Обірвана тролейбусна контактна мережа

Будівництво трамвая на Сихів сприйнято громадою міста доволі неоднозначно. Основними критиками проєкту стали депутат міської ради Юрій Кужелюк та доцент кафедри систем автоматизованого проєктування Львівської політехніки Віталій Мазур. Вони аргументували це тим, що будівництво трамвая є дорогим і набагато доцільніше продовжити тролейбусну лінію 24-го маршруту проспектом Червоної Калини на Санта-Барбару.
Головними адвокатами будівництва був міський голова Львова Андрій Садовий та керівник авторського колективу з розробки Генерального плану Львова Віталій Дубина. Останній аргументував свою позицію тим, що трамвай має більшу пропускну спроможність і є дорожчим за тролейбус лише у процесі будівництва.
Іншим приводом для критики будівництва стало припинення руху тролейбусів маршруту № 1 у зв'язку з початком будівництва. Їхній рух згодом так і не був відновлений. Ще під час будівництва у 2008 році тролейбусна контактна мережа демонтована на відрізку від вулиці Свєнціцького до початку вулиці Литвиненка, а 21 квітня 2010 року невідомі викрали ще 290 м по вулиці Литвиненка.

## Маршрути
- Маршрут № 8 (пл. Соборна — вул. Вернадського). Основний маршрут трамвая на Сихів, запущений 17 листопада 2016.
- Маршрут № 4 (Залізничний вокзал — вул. Вернадського). Курсує з 4 березня 2019[40] і є найдовшим маршрутом у Львові.

З 2022 року на маршруті №8 курсують нові пʼятисекційні трамвайні вагони Електрон T5L64 довжиною 30 метрів закуплені за кредитні кошти ЄІБ в межах всеукраїнського проекту «Міський громадський транспорт України». Повернення кредиту відбуватиметься за кошти міського бюджету Львова впродовж 22 років. Всього контракт передбачає поставку 10 нових вагонів, сім з яких доставлено впродовж грудня 2022 — березня 2023 року. Ці вагони отримали бортові номери 1218-1227.   
28 жовтня 2023 року трамвайний маршрут №8 обслуговувався винятково вагонами Електрон T3L44 (2 одиниці) та T5L64 (8 одиниць).  

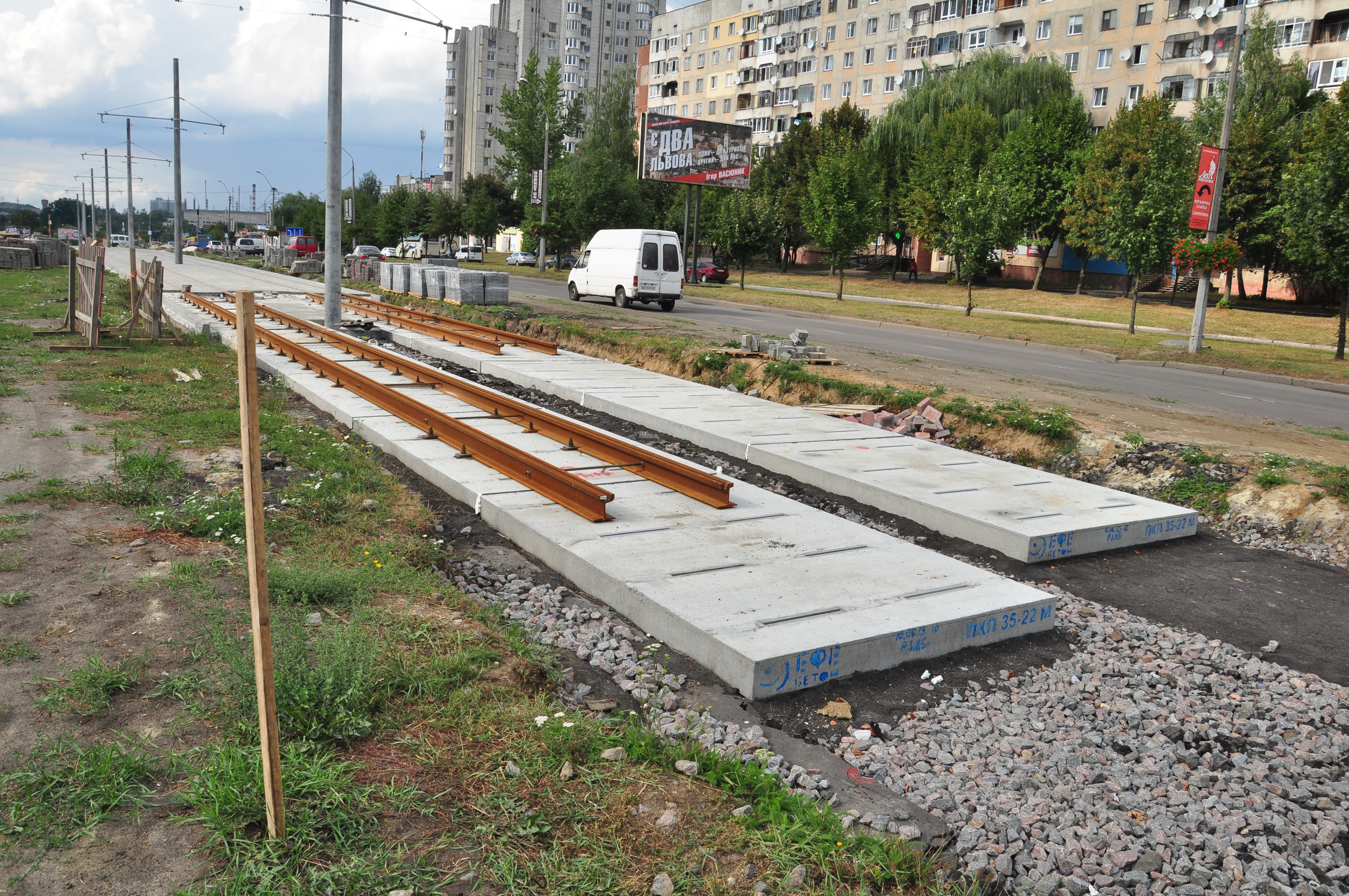
Прокладання колій на просп. Червоної Калини, вересень 2015